# Nove pustolovine He-Mana
Nove pustolovine He-Mana (eng. The New Adventures of He-Man), američko-kanadska animirana serija koja je počela premijerno prikazivanje u jesen 1990. godine, a naručia ju je tvrtka Mattel kako bi marketinški pratila novu liniju Mattelovih igračaka. Animirana serija predstavlja kontinuitet s originalnom Filmationovom animiranom serijom He-Man i Gospodari svemira (1983. – 1985.) koja se prestala emitirati nekoliko godina ranije, iako je Mattel nastavio proizvodnju i prodaju originalnih igračaka sve do 1987. godine. Nekoliko godina kasnije, Mattel je odlučio revitalizirati franšizu te je lansirana nova animirana serija, koja je unatoč fokusu na istom glavnom junaku i kontinuitetu, prenijela priču u sasvim nove okvire. Iz tog razloga jedini likovi proizašli iz originalne adaptacije koji sudjeluju u novom serijalu su naslovni junak i Skeletor, uz povremeno pojavljivanje Čarobnice Dvorca Siva Lubanja i jedno pojavljivanje Teele, kralja Randora i kraljice Marlene.
Serijal ima jednu sezonu sa 65 epizoda te je prikazivan do kraja 1990. godine. Slijedeći televizijski projekt iz franšize predstavlja ponovno pokretanje franšize i priče s novim serijalom He-Man i Gospodari svemira (2002. – 2003.).

## Radnja
Radnja započinje na planetu Eterniji u trenutku kada je osiguran mir na njoj. He-Man dobija poziv stanovnika ugroženog planeta Primus koji kroz vremenski prolaz dolaze do njega kako bi ga zatražili pomoć u borbi protiv zlih mutanata predvođenih Floggom. Prilikom polaska i He-Manov glavni neprijatelj Skeletor odlazi kroz vremenski procijep i zajedno s njim putuje 10 tisuća godina u budućnost na planet Primus.
He-Man, poznat na novom planetu u drugom obličju kao Adam od Sive Lubanje, upoznaje nove prijatelje i saveznike predvođene mudrim Gospodarom Sebrianom, kojem otkriva svoj pravi identitet, a on ga predstavlja svojim ljudima kao svog nećaka Adama. Isprva Čarobnica Sive Lubanje pomaže He-Manu savjetima na novom planetu putem transvremenske telepatske komunikacije.
Skeletor na novom svijetu sklapa savez sa Floggom, zlim vođom Mutanata s planeta Denebrije koji pokušavaju osvojiti planet Primus i pokoriti njegove stanovnike. S druge strane opiru im se He-Man i Galaktički čuvari koji brane planet Primus i njegove stanovnike od zlih Mutanata i Skeletora.

## Glavni likovi
- Princ Adam/He-Man – Garry Chalk/Doug Parker
- Skeletor – Campbell Lane
- Flogg i Nocturna – Alvin Sanders
- Gospodar Sebrian – Anthony Holland
- Mara – Venus Terzo
- Flipshot – Scott McNeil
- Hydron, Kayo, Vizar, Quakke i Optikk – Don Brown
- Slush Head i Staghorn – Ted Cole

## Kritike
Animacija novog serijala bila je naprednija u odnosu na originalnu seriju iz 1980-ih, ali je diskontinuitet priče, izostanak većine originalnih likova i uvođenje novih likova koji su se pokazali dosadnima i bezličnima utjecao na slabiji rejting serije i pad prodaje akcijskih figura povezanih s tim serijalom.

## Vanjske poveznice
- Nove pustolovine He-Mana – imdb.com (engl.)
- Nove pustolovine He-Mana (animirani serijal) – he-man.fandom.com (engl.)